# 巴拉索特
巴拉索特，是西班牙卡斯蒂利亚-拉曼恰自治区阿尔瓦塞特省的一个市镇。总面积65km², 总人口2309人（2001年），人口密度36人/km²。